# Parafia Najświętszego Serca Jezusowego w Łękach Dukielskich
Parafia Najświętszego Serca Jezusowego w Łękach Dukielskich – parafia rzymskokatolicka znajdująca się w archidiecezji przemyskiej, w dekanacie Dukla.

## Historia[1]
Mieszkańcy Łęk Dukielskich wyznania rzymskokatolickiego należeli do parafii pod wezwaniem Narodzenia Najświętszej Maryi Panny w Kobylanach. Kilka lat po zakończeniu II wojny światowej pojawiły się myśli o wybudowaniu własnego kościoła i utworzeniu placówki duszpasterskiej we własnej wsi. Sytuacja polityczna w Polsce nie sprzyjała wtedy zakładaniu nowych parafii. Antonina i Paweł Nawroccy przekazali część swojego domu w celu przemianowania go na kaplicę. 
Punktualnie o godzinie 16:00, 17 października 1976 roku odbyła się pierwsza msza święta. Przewodniczył jej ordynariusz diecezji przemyskiej ks. abp Ignacy Tokarczuk. Przedstawiono pierwszego proboszcza, którym został ks. Władysław Nowak. Parafię utworzono Dekretem Kurii  Biskupiej 1 stycznia 1977 roku. 
W kolejnych latach pracowano nad udoskonalaniem świątyni. Prac było wiele, a nie brakowało również problemów wynikających z ówczesnego ustroju politycznego. 
Po roku 1980 przystąpiono do zakładania parafialnego cmentarza i budowy domu przedpogrzebowego. Pierwszy pochówek na nowym cmentarzu miał miejsce 22 października 1982 roku. 
W czasie krótszym niż 10 lat od powołania parafii rzymskokatolickiej w Łękach Dukielskich pojawiły się plany budowy nowego Kościoła. Główną przyczyną była niedostateczna wielkość kaplicy w dawnym domu Nawrockich. Niespodziewana śmierć 47-letniego proboszcza w 1987 roku zatrzymała te zamiary. Kontynuacją tworzenia nowej świątyni zajął się nowy proboszcz, ks. Edward Wołos. Projekt budowli opracował Ruben Bardanaszwili. 
W niedzielę 7 listopada 1999 roku odbyła się uroczysta msza święta połączona z poświęceniem nowego kościoła. Uroczystościom przewodniczył metropolita przemyski ks. abp Józef Michalik. 
W parafii od maja 1998 roku, regularnie co dwa miesiące ukazuje się gazeta „Powołanie”. Redagują ją parafianie wraz z księdzem proboszczem.  

## Istotne wydarzenia w życiu parafii[2]
- 1 stycznia 1977 – utworzenie parafii pod wezwaniem Najświętszego Serca Pana Jezusa w Łękach Dukielskich
- 1977 – jubileusz 600-lecia powstania archidiecezji przemyskiej, uroczystość
- 29 grudnia 1987 – śmierć proboszcza ks. kan. Władysława Nowaka
- 7 listopada 1999 – poświęcenie nowego kościoła przez. ks. abp Józefa Michalika
- 2–3 września 2003 – peregrynacja kopii Obrazu Matki Bożej Częstochowskiej
- 27 czerwca 2004 – konsekracja świątyni parafialnej przez abp Józefa Michalika
- 15–16 sierpnia 2012 – peregrynacja Krzyża i relikwii bł. Jana Pawła II
- 8 stycznia 2017 – uroczystość 40-lecia powstania parafii, Eucharystię celebrował abp Adam Szal, msza była transmitowana na żywo w TVP Polonia

## Proboszczowie
- ks. kan. Władysław Nowak (1976–1987)
- ks. Edward Wołos (1988–2003)
- ks. Alojzy Szwed (2003–2012)
- ks. Zdzisław Babiarz (2012–2017)
- ks. Marek Danak (od 2017)